# Craig Samson
Craig Samson (ur. 1 kwietnia 1984 w Irvine) – szkocki piłkarz występujący na pozycji bramkarza. Zawodnik klubu St. Mirren.